# The Fall (Album)
The Fall ist ein Album der britischen Band Gorillaz. Es wurde offiziell am 20. Dezember 2010 angekündigt und am 25. Dezember erstmals für Mitglieder des Gorillaz Sub Division Fan Clubs als kostenloser Download angeboten. Besucher der offiziellen Webseite des Albums konnten sich nach einer kostenlosen Registrierung für den Band-Newsletter das komplette Album als Stream anhören. Für den 18. April 2011 wurde die CD-Veröffentlichung und die offizielle Downloadmöglichkeit bekannt gegeben.

## Hintergrund
Während der Escape to Plastic Beach World Tour zu ihrem dritten Studioalbum Plastic Beach entstand dieses Album als musikalisches Tagebuch der Band – in nur 32 Tagen. Aufgenommen und gemischt wurde es während der Touretappe durch Nordamerika (unter anderem in Vancouver und Montreal) ausschließlich auf dem iPad von Damon Albarn. Dazu wurden 20
verschiedene iPad-Apps verwendet. Des Weiteren wurden zum Teil ungewöhnliche Instrumente wie Moog Voyager, Korg Vocoder, Ukulele, Microkorg und Omnichord bei der Entstehung der Tracks zur Hilfe genommen. Einige Tracks bestehen ausschließlich aus Instrumentalstücken.
Das Musikvideo zur ersten Singleauskopplung Phoner to Arizona, eine Zusammenstellung von Bildern und Impressionen der Bandmitglieder, entstand ebenfalls auf der Nordamerikaetappe der Escape to Plastic Beach World Tour und wurde am 22. Dezember 2010 auf YouTube veröffentlicht.
Am 18. April 2011 erschien The Fall auf CD und LP.

## Titelliste
1. Phoner to Arizona – 4:14
2. Revolving Doors – 3:26
3. HillBilly Man – 3:50
4. Detroit – 2:03
5. Shy-town – 2:54
6. Little Pink Plastic Bags – 3:09
7. The Joplin Spider – 3:22
8. The Parish of Space Dust – 2:25
9. The Snake in Dallas – 2:11
10. Amarillo – 3:24
11. The Speak It Mountains – 2:14
12. Aspen Forest – 2:50
13. Bobby in Phoenix (featuring Bobby Womack) – 3:16
14. California & the Slipping of the Sun – 3:24
15. Seattle Yodel – 0:38

## Personen

### Musiker
- Damon Albarn – Gesang, Synthesizer (2–11, 13), Vocoder (1, 3, 9–11)
- Seye Adelekan – Ukulele (2)
- Mick Jones – Gitarre (2–3, 10)
- Jeff Wootton – Gitarre (3, 10)
- Jesse Hacket – Keyboard (6)
- Darren Evans – Gesang (7)
- Paul Simonon – Bass (12)
- Mike Smith – Piano (12)
- James R Grippo – Kanun (12)
- Bobby Womack – Gitarre, Gesang (13)

### Technisch
- Damon Albarn – Produktion, Aufnahme (9–10, 13, 15)
- Stephen Sedgwick – Produktion, Aufnahme, Mixer
- Geoff Pesche – Masterer
- Mike Smith – Aufnahme (11)

### Design
- Jamie Hewlett – Illustrationen, Design, Photographien
- Zombie Flesh Eaters – Illustrationen, Design
- Mike Smith – Photographien
- Seb Monk – Photographien
- Oswald Lee Henderson – Photographien